# Turismo de eventos
O Turismo de eventos é entendido como o deslocamento de pessoas com interesse em participar de eventos focados no enriquecimento técnico, cientifico ou profissional, cultural incluindo ainda o consumo e entretenimento. Tendo como principais sub-categoria o turismo de congresso e o turismo de convenção.
O turista deste segmento caracteriza-se pela sua efetiva presença como ouvinte, “participante” ou palestrante em congressos, convenções, assembleias, simpósios, seminários, reuniões, ciclos, sínodos, concílios, feiras, festivais, encontros culturais entre outras tipologias de evento.
Esta modalidade de Turismo pode ser sub-categorizada observando a relação da tipologia de evento e o seu público alvo, entidade organizadora ou finalidade.

## Classificação
- Congresso - Sub-categoria que tem como membros de uma entidade de classe, profissional, setorial de uma mesma área do conhecimento.
- Convenção - O público focado neste segmento é exclusivamente interno. Participantes de um partido, empresa, religião com o objetivo de motivar, treinar, integração de grupos ou mesmo lazer.
- Feira - Tendo caráter comercial focado habitualmente em um específico segmento de mercado consumidor.
- Festival - Evento artístico cujo espectador é atraído por um estilo artístico podendo ser musical ou mesmo literário.

Para o planejamento do Turismo o mercado de eventos constitui-se como uma atividade que agrega valor ao produto turístico permitindo minimizar os efeitos da sazonalidade em destinos que antes viviam exclusivamente de temporadas turísticas.